# Орфански залив
Орфански залив или Струмски залив (грч. Στρυμονικός κόλπος) је залив у северној Грчкој. Део је Егејског мора, тачније његовог северног дела. Залив се пружа између обале Источне Егејске Македоније, западне обале острва Тасос и источне обале Халкидикија. На југу се залив широко отвара ка отвореном мору, док се у северном делу завршава ушћем реке Струме.

## Порекло назива
Орфански залив је добио име по селу Орфан, а име Струмски залив је добио по реци Струми (грч. Стримон), која је главна утока у овај залив.

## Географија
Орфански залив се налази у средишњем делу јужног (егејског) Балкана и представља место где се са југа најлакше може доспети у његову унутрашњост (долина реке Струме). Залив је дуг око 80 km, широк свега пар километара на крајњем северозападу да би се проширио на близу 50 km ка југоистоку. На крајњем истоку налази се његов мањи део, Кавалски залив, који је ка истоку теснацем повезан са отвореним морем.

## Створени услови
Орфански залив је одувек имао велики соабраћајни и стратешки значај, мада мањи од оближњег Солунског залива. Због тога су се на њему развиле мање луке, од којих је најзначајнија била и остала Кавала. Друга важна места, туристички позната одредишта, на заливу су: Неа Врасна, Ставрос, Јерисос на Халкидикију и Лименас на Тасосу.